# Грушко, Леонид Алексеевич
Леонид Алексеевич Грушко (19 февраля 1957 — 16 мая 2025) — украинский советский политический деятель, слесарь-сборщик механического завода города Феодосии Крымской области. Депутат Верховного Совета СССР 11-го созыва.

## Биография
Окончил восемь классов средней школы. Затем учился в профессионально-техническом училище в Винницкой области. Перевелся в Феодосийское профессионально-техническое училище, получил специальность слесаря-сборщика. Член ВЛКСМ.
В 1974—1976 годах — слесарь-сборщик Феодосийского механического завода Крымской области.
В 1976—1978 годах — в Советской армии: служил пулеметчиком в мотострелковых войсках.
С 1978 года — слесарь-сборщик механического завода города Феодосии Крымской области. Без отрыва от производства окончил среднюю школу.
С 1984 по 1989 — депутат Совета Союза Верховного совета СССР 11-го созыва от Крымской области.
Затем на пенсии в пгт. Приморский Феодосийского городского совета АР Крым.
Скончался 16 мая 2025 года.